# Río Zulia
El río Zulia es un río del norte de América del Sur, el mayor afluente del río Catatumbo, que discurre por Venezuela y Colombia. Tiene una longitud de 310 km. Pablo Vila señala, en el primer tomo de la Geografía de Venezuela, que su longitud es de unos 320 km.

## Geografía
Las nacientes del Zulia se forma de varios arroyos procedentes de unas lagunas en el páramo de Cachirí, en el departamento de Santander (Colombia), a 4220 metros sobre el nivel del mar, en la cordillera oriental de los Andes. El río como tal nace en la vertiente de colinas septentrional del Páramo de Santurbán, al oeste del Tamá, a 3500 m s. n. m. y tiene un recorrido de 310 km. Su longitud en su tramo colombiano (Norte de Santander) es de 154 km. En el tramo venezolano su longitud es de 141 km, comprendiendo 6 km de tramo binacional; 26 km marcan el límite interestatal Táchira - Zulia, y 109 km fluyen por territorio zuliano. La primera población ribereña que el río encuentra a su ingreso en el territorio de Venezuela, es la población tachirense de Boca de Grita.
Cerca del municipio de Encontrados el Zulia desemboca en el río Catatumbo (que desagua en el lago de Maracaibo) en el sector denominado Boca del Grita, en el estado venezolano que lleva su nombre, Zulia.
Entre sus principales afluentes se encuentran por su margen derecha los ríos Grita, Oropé, Táchira y Pamplonita, y por su margen izquierda, los ríos Peralonso, Salazar, caño Motilón, caño Medio, Arboledas y Madre Vieja del Río Tarra.
El río Zulia es una fuente de abastecimiento de agua de la ciudad de Cúcuta, así como a todo el departamento colombiano de Norte de Santander y por donde el río fluye.

## Toponimia
Hay varias hipótesis y teorías sobre el origen de la denominación Zulia.
Una de ella es que el río Zulia es un caudal con frecuentes crecidas, lo que hace pensar que su nombre original fuera curibae o culibae, que significa «río que se derrama», palabras que habrían evolucionado hasta «Zulia».
Otra es que Zulia es una palabra de origen guaraní proveniente de cur, que significa crecer o salir del cauce.
El uso del vocablo en documentos históricos permite plantear algunas hipótesis alternativas sobre su origen. El cronista Bernardo Villasmil afirma que el nombre Zulia aparece en un documento fechado en 1716 para referirse al traspaso de la propiedad de un terreno a orillas del río Escalante. La dueña del terreno, conocida en ese momento como Meson Coímbra, aparece en documento anteriores con el nombre Xulia Da Buyn de Lizárraga, pero en la trascripción del documento de 1716 se escribe su nombre cómo Zulia Da Buyn de Lizárraga. A partir de esa fecha el lugar se conocería cómo Puerto Zulia, dónde posteriormente se desarrollarían las poblaciones de Santa Bárbara y San Carlos del Zulia.
Sin embargo, esta versión no explica el origen del nombre del río Zulia, el cual aparece mencionado en documentos oficiales desde el año 1610.
Otra hipótesis es que procede del  barí en la que la palabra Zulia tiene el significado de «río navegable» o «río de aguas nobles».
Otra hipótesis de las muchas es que proviene el nombre de la princesa Zulia, hija del famoso cacique Cinera, gobernador de una federación de tribus ubicados en el actual departamento de Norte de Santander, de la República de Colombia. La princesa tomó el mando cuando su padre muere frente a los españoles.
Cuenta la leyenda que Guaimaral, hijo del también legendario cacique Mara, en peregrinaje cerca de Pamplona se casó con Zulia, a la que amó locamente, pero que desgraciadamente murió en un encuentro con los conquistadores. Muy triste, regresó Guaimaral a los dominios de su padre, bautizando ríos, pueblos y regiones con el nombre de su amada.
Cabe resaltar que la teoría de que el topónimo Zulia procede del nombre de una princesa indígena no soporta un análisis serio y por lo tanto carece de veracidad.

## Contaminación
El grado de contaminación es muy alto, según Corponor, entidad ambiental de Norte de Santander, es un botadero de aguas negras y de basuras.
Cerca del puente Mariano Ospina Pérez que conecta la ciudad de Cúcuta con el municipio de El Zulia discurre la quebrada La Seca, ese acceso se utiliza como canal de lluvias y deposita unos 177 litros de aguas negras por segundo al río.
La captación de agua ilegal sin los requerimientos exigidos contribuyen a la turbiedad del recurso hídrico. Un informe a mediados de 2017 detectó que la presencia de coliformes fecales dentro de las aguas pasó de 200 a 2000 microorganismos por cada 100 mililitros de agua, tal deterioro de calidad del agua afecta a 250 mil personas del área urbana de Cúcuta.